# 1941 en science
| Années de la science : 1938 - 1939 - 1940 - 1941 - 1942 - 1943 - 1944    |
| Décennies de la science : 1910 - 1920 - 1930 - 1940 - 1950 - 1960 - 1970 |

Cet article présente les faits marquants de l'année 1941 en science.

## Événements

### Sciences de la vie
- 12 février : première expérimentation humaine de la pénicilline en Grande-Bretagne[1].

- 2 avril : l'astronome serbe Milutin Milanković fait imprimer à Belgrade son ouvrage intitulé Kanon der Erdbestrahlungen und seine Anwendung auf das Eiszeitenproblem dans lequel il expose sa théorie astronomique du climat. Il met en évidence l'existence de cycles climatiques (notamment glaciaires) et leur corrélation avec les conditions astronomiques. Tous les exemplaires du livres sont détruits lors du bombardement de la ville par les Allemands le 6 avril. Seul un tirage que Milanković avait emporté est préservé et permet de rééditer le livre[2].

- 16 juin : dans un article publié dans le Journal of the American Medical Association, les scientifiques américains Maxwell Finland, Elias Strauss, et Osler L. Peterson rendent compte du succès de l’expérimentation sur 446 patients d’un nouvel antibiotique sulfamidé, la sulfadiazine, synthétisé en 1940, efficace dans le traitement des infections respiratoires[3].
- 15 novembre : le généticien américain George Wells Beadle et le biochimiste Edward Lawrie Tatum publient le résultat de leurs travaux de génétique réalisés à partir de mars sur un champignon, le Neurospora crassa[4]. Ils mettent en évidence le mode d’action chimique des gènes.

- Les chercheurs japonais Yoshibumi et Shigemoto publient dans le Journal pédiatrique japonais un article démontrant que l’hépatite virale se transmet par la salive et par le sang[5].

### Sciences physiques
- 28 juin : fondation de l'OSRD et inclusion de la NDRC[6].

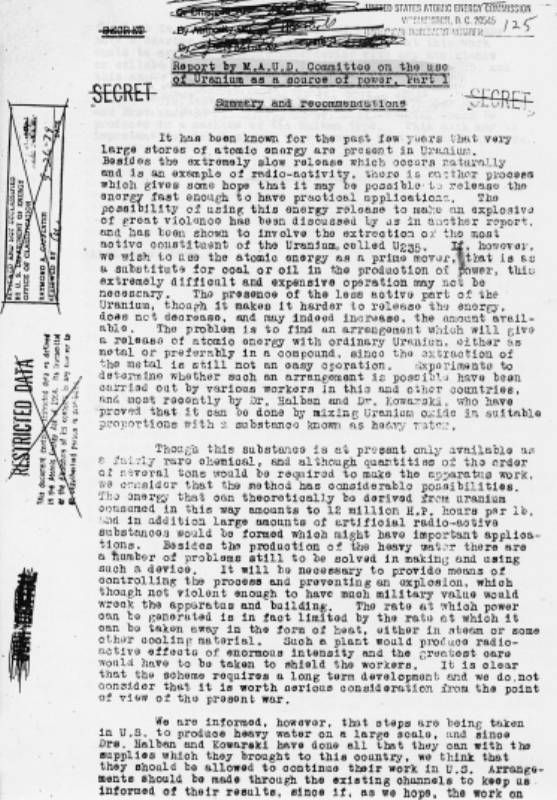
Première page du rapport MAUD de mars 1941

- Mars : la section efficace de fission de l'uranium 235 en neutrons rapides est mesurée à l'institut Carnegie. Ces travaux permettent à Otto Frisch et Rudolf Peierls, deux physiciens d'origine allemande réfugiés à Birmingham, de calculer la « masse critique » d'uranium 235 nécessaire à la fabrication d'une bombe atomique[7]. Le rapport de la commission MAUD est envoyé à Lyman Briggs de la Comité consultatif pour l'uranium aux États-Unis qui le met sous clef[8].

- 28 mars : les physiciens de l'Université de Californie Joseph Kennedy, Glenn Seaborg et Emilio Segrè démontrent que le plutonium est « fissile » et peut être utilisé pour produire des bombes[8].

- 15 avril : Lyman Briggs reçoit une note du physicien d'origine allemande Rudolf Ladenburg qui alerte sur l'activité de l'Allemagne en matière de recherches nucléaires[9].

- 15 juillet : la commission MAUD remet ses rapports finals sur la possibilité du nucléaire militaire et civil, et se dissout[10].

### Technologie
- 27 mars : test du premier radar expérimental aéroporté américain sur un Douglas B-18[11].
- 1er juillet : la télévision commerciale en noir et blanc est inaugurée aux États-Unis[12]. 22 stations émettrices sont installées.
- 29 juillet : les chimistes britanniques John Rex Whinfield (en) et James Tennant Dickson demandent un brevet pour le polytéréphtalate d'éthylène (PET) mis au point dans les laboratoires de la Calico Printers Association à Manchester[13].
- 5 décembre : l’ingénieur allemand Konrad Zuse termine la construction du Zuse 3, la première calculatrice opérationnelle, qui possède un mécanisme intégré de contrôle pour les calculs mathématiques, une mémoire et divers programmes[14].

- L'équipe dirigée par Franks R. Wilbur de l'Université de Toronto invente la première combinaison anti-G au monde, à base de coussinets de caoutchouc remplis d'eau et lacés très serré sur les jambes, protégeant les pilotes du voile noir causé par les forces d'accélération qui chassent le sang du cerveau et du cœur au cours de virages serrés[15]. Une autre combinaison est développée à la Sydney Medical School ou Frank Cotton (en) a mis au point en 1940 la première centrifugeuse pour humains dans le bâtiment Anderson Stuart de l'Université de Sydney, permettant aux chercheurs d'élaborer des systèmes anti-G de pointe et d'enseigner aux pilotes les techniques permettant de résister aux immenses forces d'accélération (G) (ou facteur de charge) qu'ils subissent en vol[16].

## Publications
- Karl Hugo Strunz : Mineralogische Tabellen. Il introduit une méthode de classification des minéraux.
- Charles Singer : A Short History of Science to the Nineteenth Century.

## Prix
- Prix Nobel
  - Physique : Non décerné
  - Chimie : Non décerné

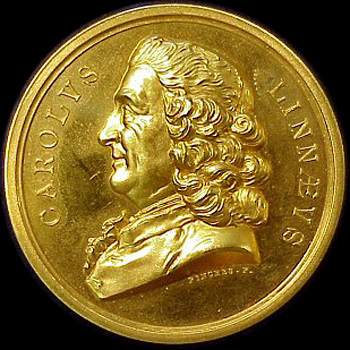
Médaille linnéenne

  - Physiologie ou médecine : Non décerné

- Médailles de la Royal Society
  - Médaille Copley : Thomas Lewis
  - Médaille Davy : Henry Drysdale Dakin
  - Médaille Hughes : Nevill Mott
  - Médaille royale : Ernest Kennaway, Edward Arthur Milne

- Médailles de la Geological Society of London
  - Médaille Lyell : Ernest Sheppard Pinfold
  - Médaille Murchison : Murray Macgregor
  - Médaille Wollaston : Arthur Louis Day

- Prix Jules-Janssen (astronomie) : non décerné
- Médaille Bruce (Astronomie) : Joel Stebbins
- Médaille Linnéenne : Sir Arthur George Tansley

## Naissances

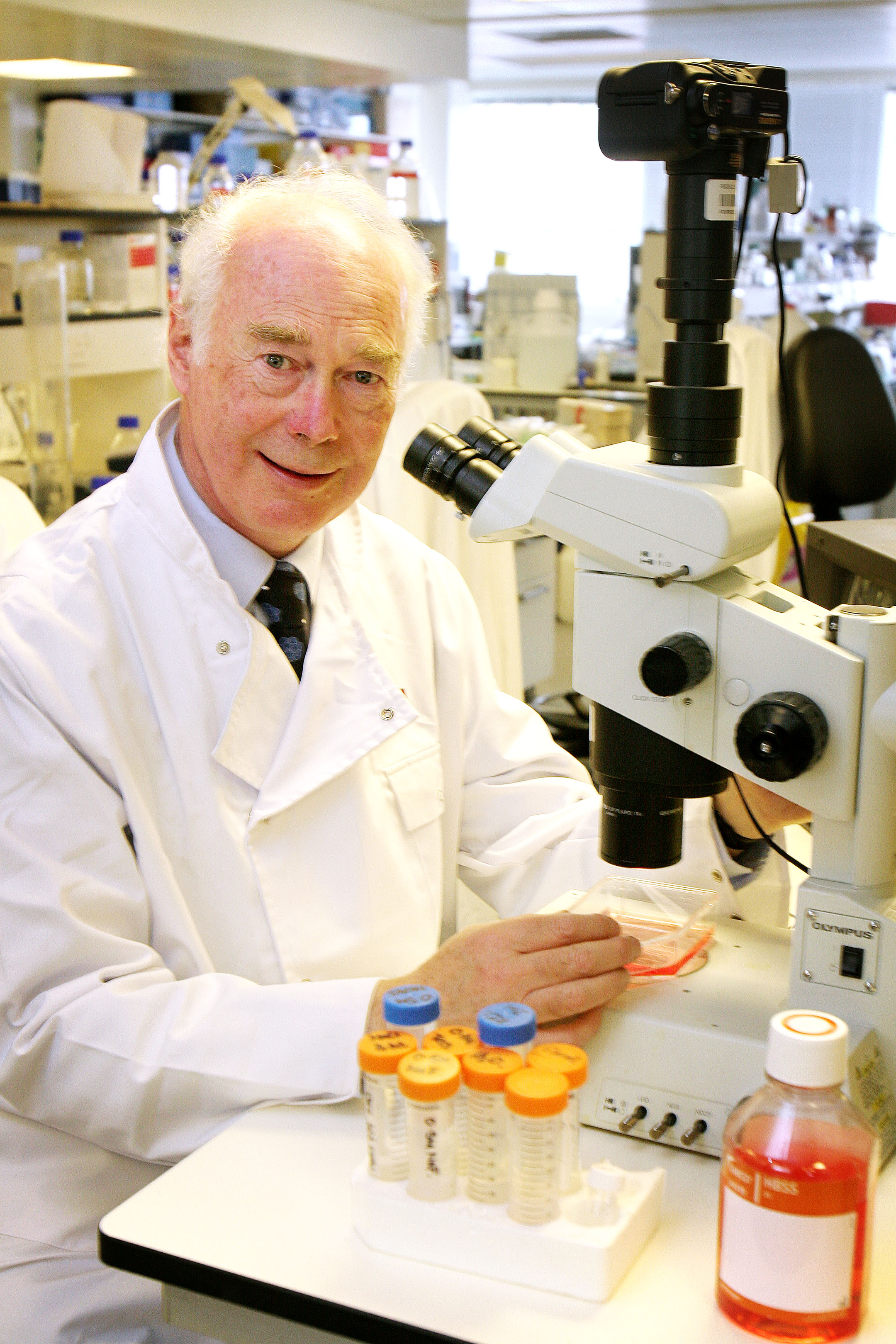
Sir Martin Evans

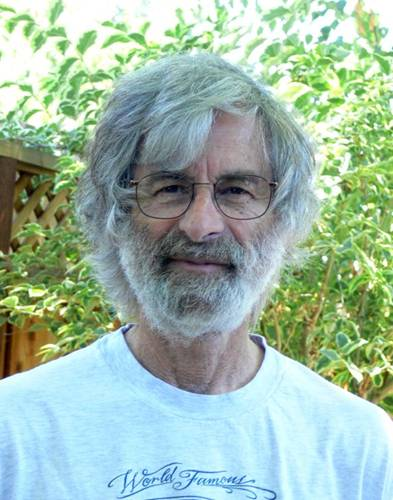
Leslie Lamport

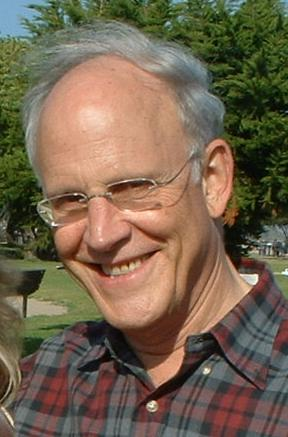
David J. Gross

- 1er janvier : Sir Martin Evans, généticien britannique, Prix Nobel de physiologie ou médecine en 2007.
- 4 janvier : Jean Bazin (mort en 2001), anthropologue français.
- 7 janvier :
  - Frederick D. Gregory, astronaute américain.
  - John Ernest Walker, chimiste et biologiste britannique, prix Nobel de chimie en 1997.
- 24 janvier : Alain Colmerauer, informaticien français, initiateur du langage Prolog.
- 25 janvier : Horst Uwe Keller, astronome allemand spécialiste des comètes.
- 29 janvier : Andrzej Trybulec (mort en 2013), mathématicien et informaticien polonais.
- 30 janvier : Gregory Benford, écrivain de science-fiction et physicien américain.

- 1er février : Yvon Gauthier, philosophe québécois spécialiste d'épistémologie, de logique et de philosophie des sciences.
- 7 février : Leslie Lamport, chercheur en informatique américain.
- 10 février :
  - David Parnas, informaticien canadien.
  - Richard M. West, astronome danois.
- 19 février : David J. Gross, physicien américain, prix Nobel de physique en 2004.
- 6 mars : Marilyn Strathern, anthropologue britannique.
- 21 mars :
  - Paul F. Hoffman, géologue canadien.
  - Dirk Frimout, astronaute belge, premier belge dans l'espace.
- 26 mars : Richard Dawkins, biologiste britannique.
- 29 mars : Joseph Hooton Taylor, astrophysicien américain, prix Nobel de physique en 1993.
- 5 avril : Bas van Fraassen, logicien et philosophe des sciences néerlandais.
- 11 avril : Frederick H. Hauck, astronaute américain.
- 13 avril : Michael Brown, médecin américain, prix Nobel de physiologie ou médecine en 1985.
- 22 avril : Amir Pnueli (mort en 2009), informaticien israélien.
- 23 avril : Ray Tomlinson, ingénieur américain, créateur du courrier électronique.
- 26 avril : F. Richard Stephenson, astronome britannique.
- 28 avril : K. Barry Sharpless, chimiste américain, prix Nobel de chimie en 2001.
- 27 avril : Sylvie Vincent (morte en 2020), anthropologue et ethnologue québécoise.

- 16 mai : Andreas De Leenheer (mort en 2022), biologiste belge.
- 17 mai : Jean-Michel Dubernard (mort en 2021), médecin français.
- 20 mai : André Bandrauk, professeur et chimiste canadien.
- 21 mai : Anatoli Levtchenko (mort en 1988), cosmonaute soviétique.
- 31 mai : Louis J. Ignarro, pharmacologiste américain, prix Nobel de physiologie ou médecine en 1998.

- 7 juin : Dietrich Wildung, égyptologue allemand.
- 11 juin : Salvatore Settis, archéologue et historien de l'art italien.
- 20 juin : Ulf Merbold, spationaute allemand.
- 23 juin : Ivor Grattan-Guinness (mort en 2014), historien des mathématiques et de la logique britannique.

- 1er juillet : Alfred G. Gilman, biochimiste américain, prix Nobel de physiologie ou médecine en 1994.
- 14 juillet : Gérard Férey, chimiste français.
- 20 juillet : Vladimir Liakhov, cosmonaute soviétique.

- 2 août : Ahmed Djebbar, mathématicien, historien des sciences et des mathématiques algérien.
- 5 août : Leonid Kizim (mort en 2010), cosmonaute soviétique.
- 9 août : Alfred Aho, informaticien canadien.
- 10 août : Stephen Stigler, statisticien américain.
- 22 août : Brigitte Escofier-Cordier (morte en 1994), statisticienne française.
- 23 août : Michel Perrin, ethnologue et anthropologue français.
- 27 août : Iouri Malychev (mort en 1999), cosmonaute soviétique.

- 9 septembre : Dennis Ritchie, informaticien américain.
- 10 septembre : Stephen Jay Gould (mort en 2002), paléontologue américain.
- 15 septembre : Mirosław Hermaszewski, spationaute polonais.
- 17 octobre : Howard Alper, chimiste et professeur canadien.
- 30 octobre : Theodor W. Hänsch, physicien allemand, prix Nobel de physique en 2005.
- 31 octobre : Miroslav Verner, égyptologue tchèque.
- 9 novembre : Alan Kotok (mort en 2006), informaticien américain.
- 30 novembre :
  - Aldo de Luca (mort en 2018), informaticien théoricien et mathématicien italien.
  - Ford Doolittle, biochimiste américain.

- 1er décembre : Federico Faggin, physicien et inventeur italien.
- 16 décembre : Kent R. Weeks, égyptologue américain.
- 21 décembre : Graeme Segal, mathématicien et physicien australien.
- 22 décembre : Jean-Michel Chazine, ethno-archéologue et ingénieur français.

- Bernard Genest, écrivain et ethnologue québécois.
- Charles-Tanguy Le Roux, préhistorien français.
- Peter Samson, informaticien américain.

## Décès

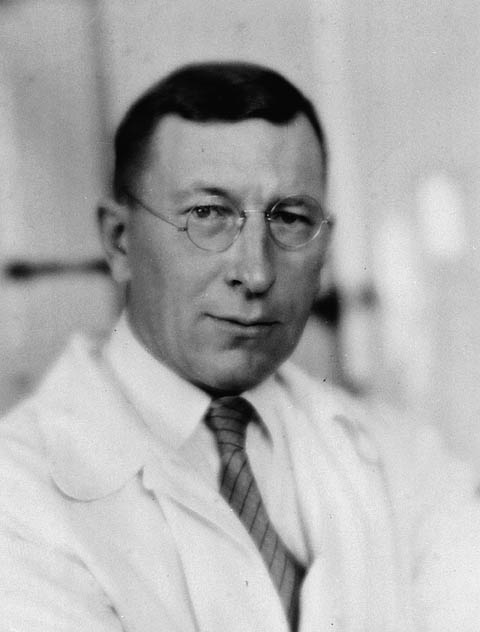
Frederick Banting

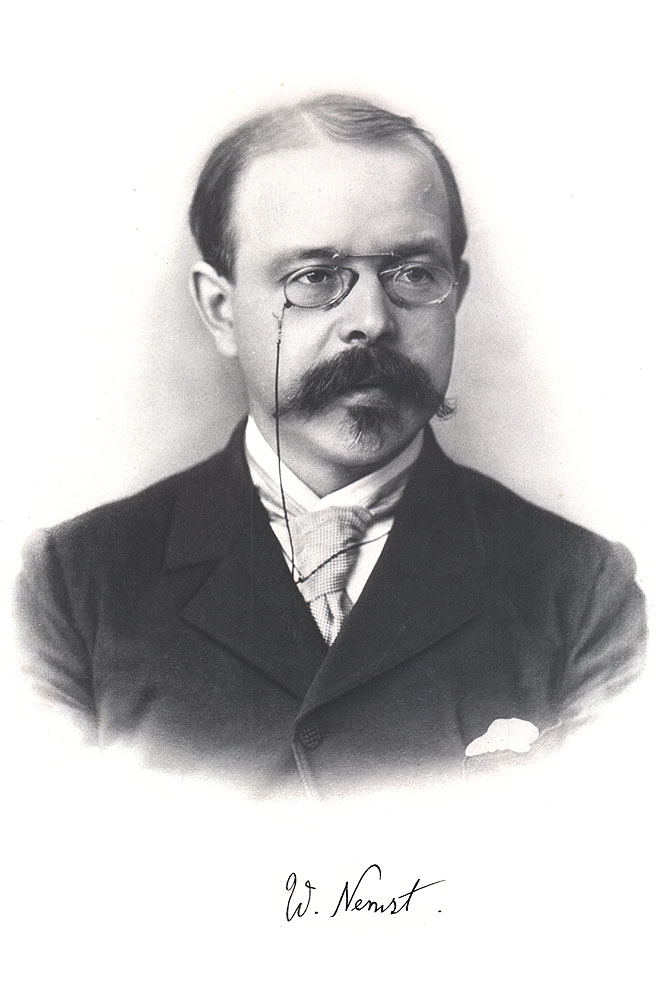
Walther Hermann Nernst

- 4 janvier : Philipp Johann Heinrich Fauth (né en 1867), sélénographe allemand.

- 1er février : Auguste Béhal (né en 1859), chimiste français.
- 2 février : DeLisle Stewart (né en 1870), astronome américain.
- 21 février : Frederick Banting (né en 1891), médecin et physiologiste canadien, prix Nobel de physiologie ou médecine en 1923.
- Joseph Hackin (né en 1886), archéologue français d'origine luxembourgeoise.

- 8 mars : Jules-Constant Auzimour (né en 1893), médecin français, un des introducteurs de l’anthroposophie en France.

- 11 avril : Albert Charles Seward (né en 1863), botaniste et géologue britannique.
- 13 avril : Annie Jump Cannon (née en 1863), astronome américaine.

- 7 mai : James George Frazer (né en 1854), anthropologue écossais.
- 10 mai : Paul Évariste Parmentier (né en 1860), botaniste français.
- 8 juin : Daniel Vorländer (né en 1867), chimiste allemand.
- 12 juin : Józef Marian Morozewicz (né en 1865), scientifique, minéralogiste et pétrographe polonais.
- 11 juillet : Arthur John Evans (né en 1851), archéologue anglais.
- 26 juillet : Benjamin Lee Whorf (né en 1897), linguiste et anthropologue américain.

- 14 août : Paul Sabatier (né en 1854), chimiste français.

- 17 octobre : John Stanley Plaskett (né en 1865), astronome canadien.

- 5 novembre : Norman de Garis Davies (né en 1865), égyptologue anglais.
- 15 novembre : Marcel Baudouin (né en 1860), archéologue, ethnographe et homme politique français.
- 18 novembre, Berlin : Walther Hermann Nernst (né en 1864), physicien et chimiste, prix Nobel de chimie en 1920.
- 15 décembre : Alexandre Kruber (né en 1871), géographe soviétique.

- Adolf Lindenbaum (né en 1904), logicien et mathématicien polonais.